# Hide and Seek (Howard Jones)
Hide and Seek is een nummer van de Britse zanger Howard Jones. Het is de derde single van zijn debuutalbum Human's Lib.

## Achtergrond
"Hide and Seek" gaat over de reis van een man die aanvankelijk alleen is en op zoek is naar de betekenis van het leven. Het nummer werd een bescheiden hit in het Verenigd Koninkrijk, waar het de 12e positie bereikte. In de Nederlandse Top 40 kwam het tot de 28e positie.
Tijdens Live Aid in 1985 speelde Jones het nummer op Freddie Mercury's piano.

## Tracklijst
- 7"

1. "Hide & Seek" – 4:49
2. "Tao Te Ching" – 3:52

- 12"

1. "Hide & Seek" (lange versie) – 8:30
2. "Tao Te Ching" – 3:52
3. "China Dance" – 3:50